# Mieczyk Alvareza
Mieczyk Alvareza, mieczyk niebieski (Xiphophorus alvarezi) – słodkowodna ryba akwariowa z rzędu karpieńcokształtnych (Cyprinodontiformes) z rodziny piękniczkowatych (Poeciliidae). 

## Taksonomia
Po raz pierwszy opisana przez Donn E. Rosen w 1960 roku, wraz z czterema innymi gatunkami z rodzaju Xiphophorus.

## Występowanie
Naturalnie występuje w rzekach Ameryki Środkowej, w Meksyku oraz Gwatemali. Zazwyczaj pływa w szybko płynących rzekach.

## Charakterystyka
Samiec, smuklejszy od nieco większej samiczki, posiada charakterystyczną płetwę ogonową w kształcie miecza oraz gonopodium umożliwiające zapłodnienie wewnętrzne.
Dorasta do 7,5 cm długości.
Po ciąży trwającej około 30 dni rodzi się zwykle 20-80 młodych.